# Wisconsin State Highway 11
Der State Highway 11 (Wisconsin) (auch State Trunk Highway 11, Highway 11, STH 11 oder WIS 11) ist eine von West nach Ost verlaufende State Route durch den Süden des US-amerikanischen Bundesstaates Wisconsin. Der westliche Endpunkt befindet sich wenige Kilometer südlich des kleinen Ortes Kieler, gegenüber der Stadt Dubuque in Iowa. Dort beginnt der Highway 11 wenige hundert Meter östlich der Dubuque-Wisconsin Bridge über den Mississippi gemeinsam mit dem WIS 35 an der Einmündung in die hier auf einem gemeinsamen Streckenabschnitt verlaufenden U.S. Highways 61 und 151. Der östliche Endpunkt befindet sich an der rund 400 m westlich des Michigansees liegenden Einmündung in den WIS 32 am Ostrand der zur Metropolregion Milwaukee gehörenden Stadt Racine.

## Verlauf
Rund 500 m nach dem westlichen Endpunkt zweigt der WIS 35 zur rund einen Kilometer entfernten Grenze zu Illinois von der gemeinsamen Route nach Süden ab. Der WIS 11 verläuft zunächst durch verhältnismäßig dünn besiedeltes Gebiet im Grant County. Vor der Grenze zum Lafayette County zweigt der WIS 80 nach Norden ab.
Nach rund 20 km zweigt der WIS 23 nach Norden und im wenige Kilometer weiter östlich gelegenen Gratiot der WIS 78 nach Süden ab.
Nach der Brücke über den Pecatonica River bei Browntown im Green County erreicht die Straße dessen Verwaltungssitz Monroe, wo der Highway die vierspurig ausgebaute nördliche Umgehungsstraße bildet. Dort mündet von Norden der WIS 81 von Norden ein und verläuft weiter mit dem WIS 11 auf der gleichen Route. Weiterhin kreuzt hier der WIS 69 und erreicht der WIS 59 seinen südlichen Endpunkt. Nach der Brücke über den Sugar River verlässt der WIS 81 die gemeinsame Route. Danach erreicht der Highway die Stadt Brodhead mit der südlichen Endpunkt des WIS 104, der zugleich die Grenze zum Rock County bildet.
In Orfordville kreuzt der WIS 213 und erreicht nach der Brücke über den Rock River die Stadt Janesville. Zuerst passiert der Highway den südlich liegenden Southern Wisconsin Regional Airport und kreuzt den U.S. Highway 51, bevor die gemeinsam in Nord-Süd-Richtung verlaufenden Interstate Highways 39 und 90 erreicht. Der Highway 11 verläuft nun gemeinsam mit der Interstate nach Norden und verlässt diese nach rund 8 km wieder in östlicher Richtung. Der Highway verläuft nun zuerst in südöstlicher und später östlicher Richtung gemeinsam mit dem U.S. Highway 14.
Nach 25 km verlässt der Highway 11 im Walworth County den gemeinsamen Streckenabschnitt und erreicht die Stadt Delavan. Die Straße verläuft fortan in nordöstlicher Richtung parallel mit der 2 bis 3 km entfernten Interstate 43 bis Elkhorn. Im Stadtgebiet kreuzt der WIS 67. Nach der Kreuzung mit dem hier vierspurig ausgebauten U.S. Highway 12 wendet sich der Verlauf wieder in eine östliche Richtung und kreuzt wenig später die I 43. Nach der Kreuzung mit dem WIS 120 erreicht die Straße nach der Kreuzung mit dem WIS 36 die Grenze des Racine County.
Der WIS 11 bildet nun die südliche Umgehungsstraße der Stadt Burlington und kreuzt über eine Brücke den Fox River. Nach der Kreuzung mit dem WIS 83 verlässt der Highway den Raum Burlington und führt weiter nach Osten. Nach der Kreuzung mit dem WIS 75 und später dem U.S. Highway 45 in Union Grove kreuzt kurz vor der Stadt Sturtevant die Interstate 94, die hier mit dem U.S. Highway 41 auf einer gemeinsamen Strecke verläuft. Nach der Kreuzung mit dem WIS 31 tritt der WIS 11 in das Stadtgebiet von Racine ein. Hier führt die Straße nun durch das gesamte südliche Stadtgebiet. An der südöstlichen Stadtgrenze erreicht der Highway mit der Einmündung in den WIS 32 seinen östlichen Endpunkt.